# Robert Knox (sebész)
Robert Knox (Edinburgh, 1791. szeptember 4. –‎ London, 1862. december 20.) skót anatómus és etnológus. A skóciai Edinburgh-ban született. Tanulmányai befejezése után anatómiai előadó lett a szülővárosában, ahol bemutatta a transzcendentális anatómia elméletét. Azonban óvatlan módszerei, hogy holttesteket szerezzen boncoláshoz az 1832-es anatómiai törvény elfogadása előtt, és a kollégákkal való nézeteltérések tönkretették karrierjét Skóciában, Londonba költözött, bár ez sem lendítette fel karrierjét.
Knox emberiségről alkotott nézetei élete során fokozatosan változtak: kezdetben pozitív nézetei (amelyeket Étienne Geoffroy Saint-Hilaire eszméi befolyásoltak) pesszimistább nézetnek adták át a helyüket. Knox karrierje második felét az evolúció és az etnológia tanulmányozásának és elméletének szentelte. Számos művet írt a tudományos rasszizmusról is, ami beárnyékolta az evolúciós elmélethez való hozzájárulását.
1856-ban orvosi újságírással foglalkozott, nyilvános előadásokat tartott, és számos könyvet írt, köztük legambiciózusabb munkáját, az Emberek fajait, amelyben amellett érvelt, hogy minden faj megfelel a környezetének, és "tökéletes a maga módján". Knox arra a következtetésre jutott, hogy "az egyszerű állatok ... nemzedékek folyamán hozhatták létre a későbbi korok összetettebb állatait... A korai világ halai hüllőket, majd madarakat és négylábúakat hozhattak létre; végül magát az embert?" Az újonnan kialakult fajok túléltek vagy elpusztultak a külső körülmények között, amelyek "hatékony fékként működtek a formák végtelen változatossága ellen". Egy kortárs recenzens számára az az állítása, hogy "a faj külső körülmények terméke, amely évmilliókon keresztül hat", "merész, undorító és indokolatlan ateizmus" volt. Modern kifejezéssel élve, a szaltációs evolúció elméletét javasolta, amelyben az embrionális fejlődés "deformációi" "reményteljes szörnyeket" hoztak létre, amelyek, ha véletlenül alkalmazkodtak az uralkodó környezeti feltételekhez, egyetlen makroevolúciós ugrással új fajokat hoztak létre. 1857-ben ezt írta: "Az egyik faj átalakítása egy másikká nem lehet olyan nehéz a természetben, különösen akkor, ha az összes vagy a legtöbb specifikus karakter már jelen van az utódokban. Így egy adott faj elpusztulhat, de ugyanannak a vérrokonságnak egy másik tagja elfoglalja helyét a térben: ez idő kérdése... Így a hasonlóság fajról nemzetségre, nemzetségről osztályra és rendre terjed, olyan karakterekkel, amelyeket nem szabad félreérteni."